# هيروتاكا ميتا
هيروتاكا ميتا (باليابانية: 三田 啓貴) (14 سبتمبر 1990 في سيتاغايا في اليابان – )؛ هو لاعب كرة قدم ياباني سابق كان يلعب كلاعب وسط.

## وصلات خارجية
- هيروتاكا ميتا على موقع رابطة كرة القدم اليابانية للمحترفين (اليابانية)
- هيروتاكا ميتا على موقع قاعدة بيانات كرة القدم.إي يو (الإنجليزية)
- هيروتاكا ميتا على موقع Soccerbase.com (لاعب) (الإنجليزية)
- هيروتاكا ميتا على موقع Soccerway.com (الإنجليزية)
- هيروتاكا ميتا على موقع عالم كرة القدم.نت (الإنجليزية)
- هيروتاكا ميتا على موقع كووورة